# Torsten Hult
Torsten Egardt Hult, född 6 oktober 1922 i Höganäs, död där 25 februari 2012, var en svensk målare och grafiker.
Han var son till reparatören Thure Hult och Ella Andersson och från 1953 gift med Kerstin Lock-Hult. Hult studerade vid Skånska målarskolan i Malmö och Wadskjær målarskola i Köpenhamn 1946 samt vid Otte Skölds målarskola i Stockholm 1947–1948. Tillsammans med Bengt Orup och Kaj Siesjö ställde han ut på Galleri Brinken i Stockholm 1951 och tillsammans med Lennart Palmér på Lilla konstsalongen i Malmö 1954. Han medverkade i samlingsutställningar med Sveriges allmänna konstförening, Helsingborgs konstförening och sedan 1948 i utställningar med Skånes konstförening. Han medverkade 1952 vid utställningen Campagne Européenne de la Jeunesse i Edinburgh och han var representerad i vandringsutställningen Swedish Abstract i USA 1955. Han tilldelades Skånes konstförenings stipendium 1952. Han bildade tillsammans med Bengt Orup och Kaj Siesjö den abstrakt orienterade konstgruppen Grupp III i Helsingborg 1949 och i gruppens samarbete ingick utgivning av grafikportföljer. Bland hans offentliga arbeten märks utsmyckningen av glasmosaik för Barnavårdscentralen Höganäs och en muralmålning vid Helsingborgs dagblad. Hult är representerad vid Moderna Museet, Helsingborgs museum, Malmö museum, Borås konstmuseum och Skissernas museum i Lund.